# Paul Stewart (Schauspieler)
Paul Stewart (* 13. Mai 1908 in New York City als Paul Sternberg; † 17. Februar 1986 in Los Angeles) war ein US-amerikanischer Schauspieler.

## Leben und Karriere
Der Sohn des Geschäftsmanns Maurice D. Sternberg studierte zwei Jahre lang Jura an der Columbia-Universität in New York, brach die Universität aber für eine professionelle Schauspielkarriere ab. Bereits 1925 hatte er sein Bühnendebütb gegeben, 1930 folgte sein erstes Engagement am Broadway in dem Stück Two Seconds von 1930. Nach weiteren Auftritten am Broadway arbeitete er zeitweise für den Radiosender WLW, dort war Stewart auch an der Produktion der populären Nachrichtensendung The March of Time beteiligt. In dieser Zeit machte er mit Orson Welles Bekanntschaft, dem er 1934 seinen ersten Job beim Radio vermittelte.
Als Welles wenige Jahre später als Schauspieler und Regisseur Berühmtheit erlangt hatte, verpflichtete er Stewart als Ensemblemitglied für sein Mercury Theatre. Dort war Stewart 1938 auch mit einer Rolle an dem Hörspiel The War of the Worlds beteiligt, welches damals angeblich landesweite Hysterien wegen seiner realitätsnahen Inszenierung auslöste. 1941 besetzte Welles ihn in seinem Filmklassiker Citizen Kane. Darin verkörperte Stewart in seinem Filmdebüt die Rolle von Raymond, dem sarkastischen Butler der Titelfigur. In den 1970er-Jahren stand Stewart auch für Welles’ Spätwerke F wie Fälschung und The Other Side of the Wind vor der Kamera.
Nach Citizen Kane folgten über 50 Kinofilme für Stewart, üblicherweise als Nebendarsteller. Besonders häufig trat Stewart als Darsteller von zynischen, urbanen Figuren in Erscheinung, dabei spielte er oft Schurken. Mit diesen Rollentypen auch ein bevorzugter Darsteller im Film noir war. In Das unheimliche Fenster (1949) verkörperte er den mörderischen Widersacher eines von Bobby Driscoll gespielten Kindes, in Robert Aldrichs Filmklassiker Rattennest (1955) war er der Gangsterboss Carl Evello. In Kaltblütig (1967), der Verfilmung des gleichnamigen Romans von Truman Capote, verkörperte er eine vergleichsweise sympathische Figur als Journalist Jensen. Anfangs hatte Stewart die Hoffnung gehabt, ähnlich wie Humphrey Bogart oder James Cagney mit der Darstellung harter Typen zum Filmstar zu werden:
„Ich dachte, ich würde eine Chance haben. Aber ich kam zu spät für diesen Trend. Er kam aus der Mode und ich blieb in Schurkenrollen stecken. Ich spielte subtile Schurken, Schurkenhelfer, stilvolle, reiche Schurken.“
So wurde er nach einiger Aussage zu einem Schauspieler, dessen Gesicht man kannte, aber nicht dessen Namen. Im Fernsehen übernahm Stewart seit den 1950er-Jahren Gastrollen in Dutzenden von Fernsehserien, darunter Dr. Kildare, Columbo, Die Straßen von San Francisco und Remington Steele. Weiterhin arbeitete er von Mitte der 1950er- bis Mitte der 1960er-Jahre auch bei einigen Fernsehserien wie Hawaiian Eye und Dezernat M auch als Regisseur. Bereits zuvor hatte er bei Radioproduktionen Regie geführt. Seine letzte Rolle übernahm Paul Stewart 1985 in der Pilotfolge der Fernsehserie MacGyver.
Paul Stewart war Gründungsmitglied der American Federation of Television and Radio Artists (AFTRA). Seit 1939 war er mit der Sängerin Peg LaCentra verheiratet. Er starb im Alter von 77 Jahren an den Folgen eines Herzinfarkts.

## Filmografie (Auswahl)
- 1937: Ever Since Eve
- 1941: Citizen Kane
- 1941: Der Tote lebt (Johnny Eager)
- 1943: Mr. Lucky
- 1943: Government Girl
- 1948: Berlin-Express (Stimme von Narrator)
- 1949: Zwischen Frauen und Seilen (Champion)
- 1949: Das unheimliche Fenster (The Window)
- 1949: Der Kommandeur (Twelve O’Clock High)
- 1950: Inspektor Goddard (Appointment with Danger)
- 1950: Auf des Schicksals Schneide (Edge of Doom)
- 1950: Glücksspiel des Lebens (Walk Softly, Stranger)
- 1952: Die Maske runter (Deadline – U.S.A.)
- 1952: Stärker als Ketten (Carbine Williams)
- 1952: Hyänen der Unterwelt (Loan Shark)
- 1952: Wir sind gar nicht verheiratet (We’re Not Married!)
- 1952: Stadt der Illusionen (The Bad and the Beautiful)
- 1953: Der Gehetzte (The Juggler)
- 1953: Der braune Bomber (The Joe Louis Story)
- 1954: Tief in meinem Herzen (Deep in My Heart)
- 1955: Rattennest (Kiss Me Deadly)
- 1955: Die Verlorenen (The Cobweb)
- 1955: Die große Masche (Chicago Syndicate)
- 1955: Blutige Straße (Hell on Frisco Bay)
- 1956: Wilde Nacht (The Wild Party)
- 1957: Charmant und süß – aber ein Biest (Top Secret Affair)
- 1958: Mein Leben ist der Rhythmus (King Creole)
- 1959–1961: Deadline (Fernsehserie, 39 Folgen)
- 1960: Alfred Hitchcock präsentiert (Alfred Hitchcock Presents, Fernsehserie, Folge 5x23)
- 1963: Ein Kind wartet (A Child Is Waiting)
- 1964: Dr. Kildare (Fernsehserie, 3 Folgen)
- 1964/1966: Perry Mason (Fernsehserie, 2 Folgen)
- 1965: Die größte Geschichte aller Zeiten (The Greatest Story Ever Told)
- 1966: Der Mann, den es nicht gibt (The Man Who Never Was, Fernsehserie, 3 Folgen)
- 1967: Kaltblütig (In Cold Blood)
- 1968: Die nackte Tote (Jigsaw)
- 1968–1970: Mannix (Fernsehserie, 3 Folgen)
- 1969: Missgeschick und Eheglück (How to Commit Marriage)
- 1969: Kobra, übernehmen Sie (Mission: Impossible, Fernsehserie, Folge 4x08)
- 1969–1971: The Name of the Game (Fernsehserie, 4 Folgen)
- 1969/1971: Der Chef (Ironside, Fernsehserie, 2 Folgen)
- 1970: Ihr Auftritt, Al Mundy (It Takes a Thief, Fernsehserie, Folge 3x15)
- 1970: Helden werden nicht geboren (Carter’s Army, Fernsehfilm)
- 1970: Rauchende Colts (Gunsmoke, Fernsehserie, Folge 15x26)
- 1971: Hawaii Fünf-Null (Hawaii Five-O, Fernsehserie, Folge 3x16 Der Stratege)
- 1971: Um 9 Uhr geht die Erde unter (City Beneath the Sea, Fernsehfilm)
- 1971: McMillan & Wife (Fernsehserie, 2 Folgen)
- 1972: Whisky, Plattfüße und harte Fäuste (Los fabulosos de Trinidad)
- 1973: Columbo: Doppelter Schlag (Double Shock, Fernsehreihe)
- 1973: FBI (The F.B.I., Fernsehserie, Folge 9x08)
- 1974/1975: Cannon (Fernsehserie, 2 Folgen)
- 1975: Die Straßen von San Francisco (The Streets of San Francisco, Fernsehserie, Folge 3x16)
- 1975: 700 Meilen westwärts (Bite the Bullet)
- 1975: Der Tag der Heuschrecke (The Day of the Locust)
- 1975: Der letzte Coup (Murph the Surf)
- 1976: W.C. Fields and Me
- 1977: Detektiv Rockford – Anruf genügt (The Rockford Files, Fernsehserie, Folge 4x08)
- 1977: Opening Night
- 1978: Der Fluch des Hauses Dain (The Dain Curse, Miniserie, 3 Folgen)
- 1978: Inspector Clouseau – Der irre Flic mit dem heißen Blick (Revenge of the Pink Panther)
- 1978: Eines Tages in Galiläa (The Nativity, Fernsehfilm)
- 1979: Lou Grant (Fernsehserie, Folge 3x12)
- 1981: S.O.B. – Hollywoods letzter Heuler (S.O.B.)
- 1982: Der Sturm (Tempest)
- 1983: Remington Steele (Fernsehserie, Folge 2x09)
- 1984: Trio mit vier Fäusten (Riptide, Fernsehserie, Folge 2x10)
- 1985: MacGyver (Fernsehserie, Folge 1x01 Explosion unter Tage)
- 2018: The Other Side of the Wind [in den 1970er-Jahren gedreht]